# Lies Rustenburg
Lies Rustenburg (8 april 1990) is een Nederlandse roeister.

## Levensloop
Rustenburg studeerde geneeskunde aan de Universiteit van Amsterdam. In haar tweede jaar ging ze roeien bij A.A.S.R. Skøll in Amsterdam. Ze verloor in 2014 haar roeipartner Karlijn Keijzer, die in de MH17-vlucht zat die werd neergeschoten boven Oekraïne. In 2014 werd ze geselecteerd voor de acht met stuurvrouw, maar raakte tijdens het Europees kampioenschap geblesseerd. Na haar herstel kwam ze in de vier zonder terecht. In de periode daarna maakte ze afwisselend wel of niet deel uit van de vrouwen acht. Op de Europese kampioenschappen in 2015 en 2016 won ze zilver in die boot. Bij het Olympisch kwalificatietoernooi in Luzern plaatste de boot zich voor de Olympische Spelen in Rio de Janeiro, waar het team uiteindelijk zesde werd. 
In de acht behaalde Rustenburg in 2017 zilver op het EK in Tsjechië. Een jaar later behaalde ze tijdens het EK in dezelfde boot brons.
De Olympische Spelen van 2020 in Tokio werden als gevolg van de Coronapandemie met een jaar uitgesteld. Dat was voor Rustenburg aanleiding om te stoppen. Rugproblemen gecombineerd met de kans om bij een huisartsenpraktijk te starten met de specialisatie tot huisarts hadden tot dat besluit geleid.

## Resultaten

### Olympische Zomerspelen
| Jaar | Plaats         | Resultaten    |
| ---- | -------------- | ------------- |
| 2016 | Rio de Janeiro | 6e in de acht |

### Wereldkampioenschappen roeien
| Jaar | Plaats     | Resultaten                           |
| ---- | ---------- | ------------------------------------ |
| 2014 | Amsterdam  | 7e in de vier zonder                 |
| 2017 | Sarasota   | 5e in de vier zonder / 6e in de acht |
| 2018 | Plovdiv    | 4e in de vier zonder                 |
| 2019 | Ottensheim | 9e in de acht                        |

### Europese kampioenschappen roeien
| Jaar | Plaats                   | Resultaten           |
| ---- | ------------------------ | -------------------- |
| 2014 | Amsterdam                | 7e in de vier zonder |
| 2015 | Poznań                   | in de acht           |
| 2016 | Brandenburg an der Havel | in de acht           |
| 2017 | Račice                   | in de acht           |
| 2018 | Glasgow                  | in de acht           |
| 2019 | Luzern                   | 4e in de acht        |